# Hermann Lamprecht
Hermann Lamprecht (* 16. April 1846 in Kallies, Pommern; † 1. November 1909) war ein deutscher Glasmacher und Ofenbauer.
Im Ort Gnarrenburg gingen viele soziale Einrichtungen von Hermann Lamprecht und der Marienhütte aus. Dort wurde die Straße zur Marienhütte in die Hermann-Lamprecht-Straße umbenannt und ein Glasmuseum zu seinen Ehren eröffnet.

## Leben
Nachdem Hermann Lamprecht über Neumark, Charlottenburg, Dresden, Böhmen und Oldenburg i.O. sein Handwerk als Glasmacher und Ofenbauer erlernte, erwarb er am 1. Juni 1876 die Marienhütte in Gnarrenburg. Der Aufschwung der Marienhütte kam mit der Erfindung und der Patentierung des Tropfenzählers im Jahre 1882. In den folgenden Jahren wurde dieses Patent des Tropfenzählers immer weiter  entwickelt und patentiert.
Die Marienhütte Gnarrenburg unter Hermann Lamprechts Leitung entwickelte sich zur größten Deutschen Glasschleiferei auf Stöpseleinbohrung. Um der vielen Arbeit gerecht zu werden, wurden weitere Glashütten in Breitenstein im Harz und Immenhausen bei Kassel dazu gekauft.
Hermann Lamprecht war verheiratet mit Marie, geborene Müller. Die Ehe blieb kinderlos.
Am 1. November 1909 verstarb Hermann Lamprecht nach langer Krankheit und wurde auf dem Friedhof seiner Heimatgemeinde Gnarrenburg beigesetzt.